# Metropolitní chrám

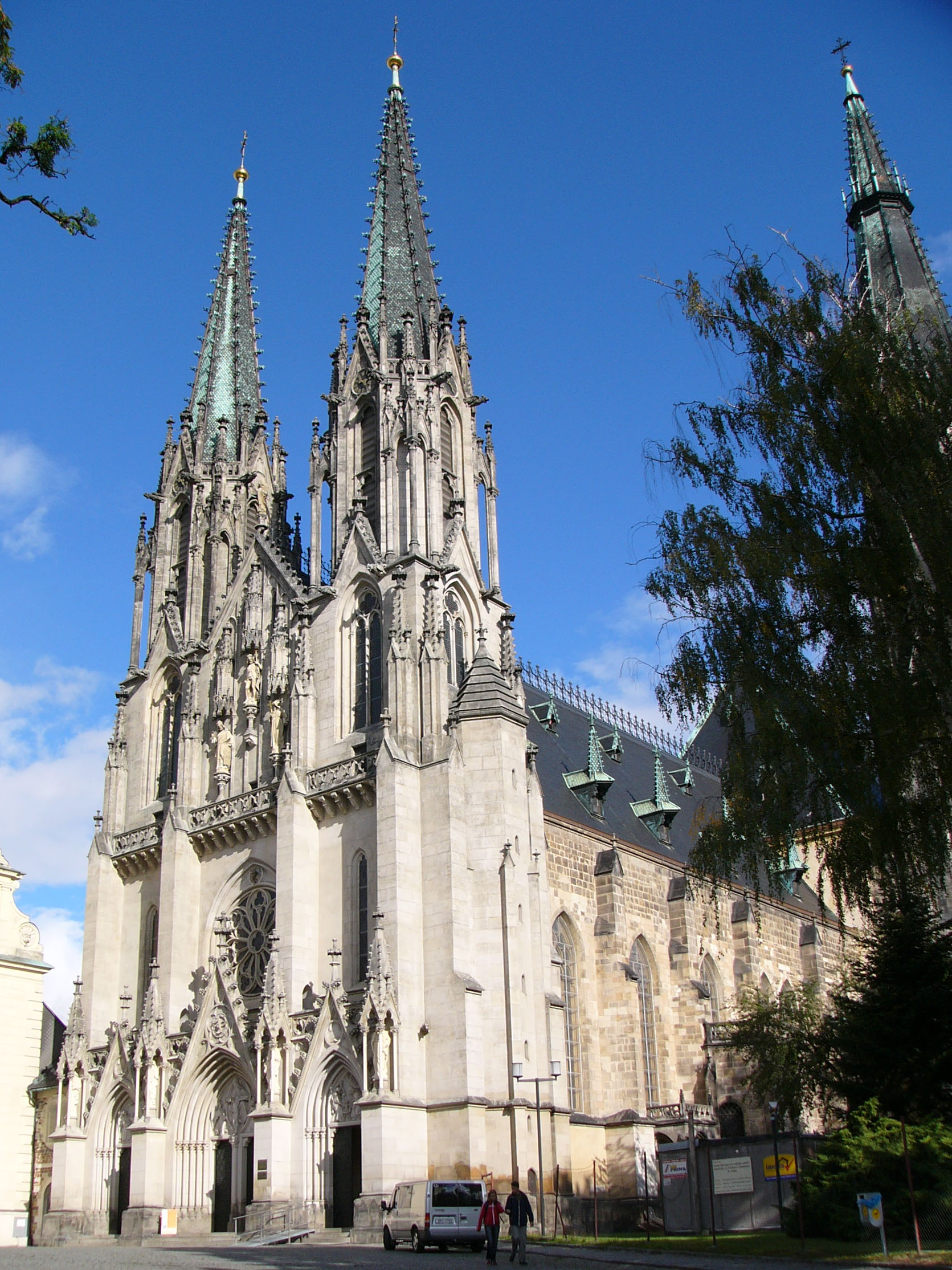
Metropolitní chrám, katedrála svatého Václava v Olomouci

Metropolitní chrám je katedrála, ve které sídlí metropolitní arcibiskup. Jedná se o svým významem nejdůležitější kostel v církevní metropoli. V Česku se nacházejí dva metropolitní chrámy, a to katedrála svatého Víta, Václava a Vojtěcha v Praze a katedrála svatého Václava v Olomouci.